# Karanganyar (Batang)
Karanganyar is een bestuurslaag in het regentschap Batang van de provincie Midden-Java, Indonesië. Karanganyar telt 1355 inwoners (volkstelling 2010).